# Fondul construit de pe str. Grigore Ureche (Chișinău)
Fondul construit de pe str. Grigore Ureche este un complex de clădiri amplasat pe str. Grigore Ureche – 12, 21, 42, 44, 46, 49, 51, 54, 56, 58, 61, 64, 73 în Chișinău, Republica Moldova. Este un monument arhitectural și de artă de importanță națională inclus în Registrul monumentelor Republicii Moldova ocrotite de stat cu nr. 283.12 (municipiul Chișinău).

## Imagini

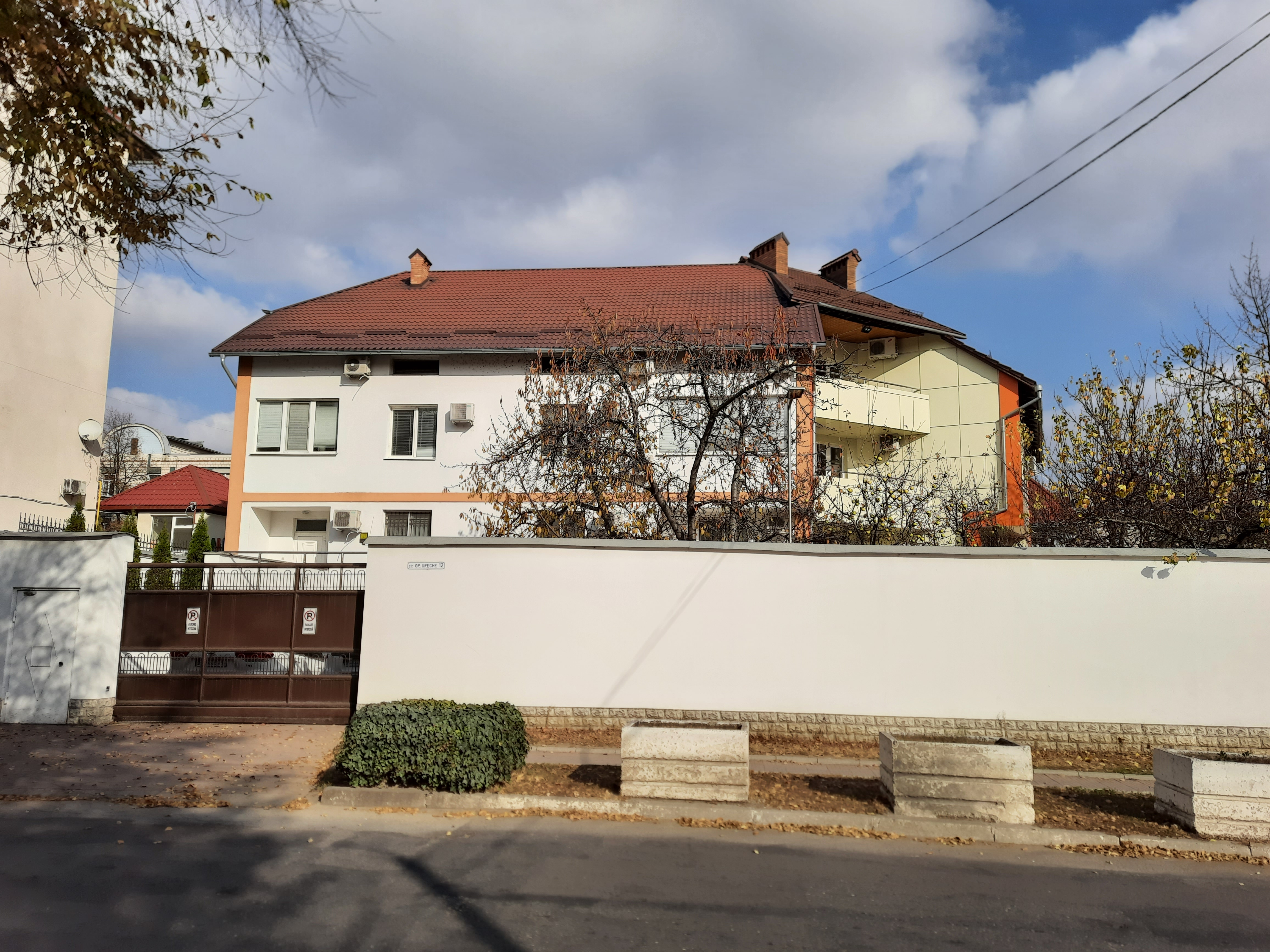
nr. 12
nr. 21 (?)
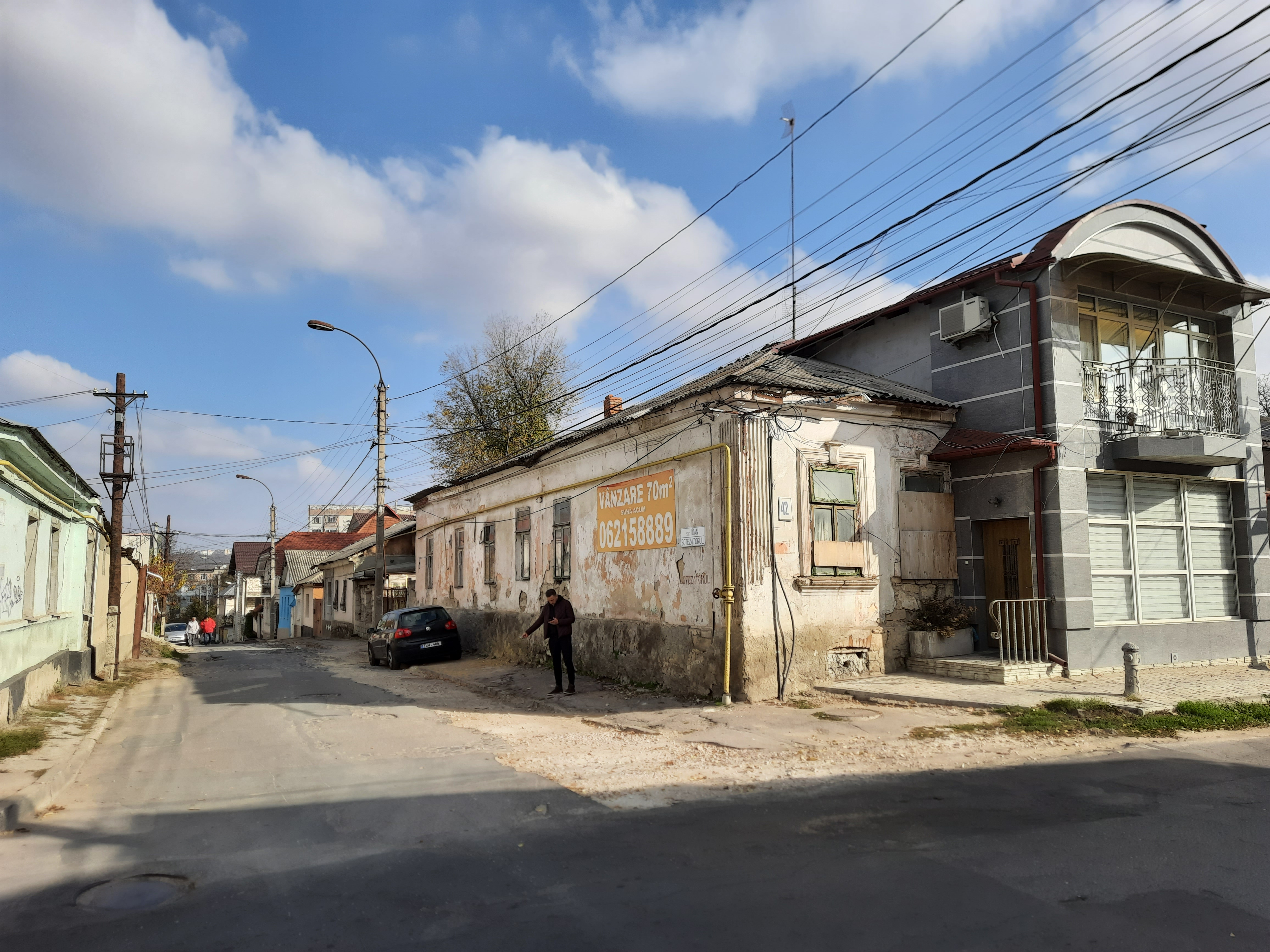
nr. 42
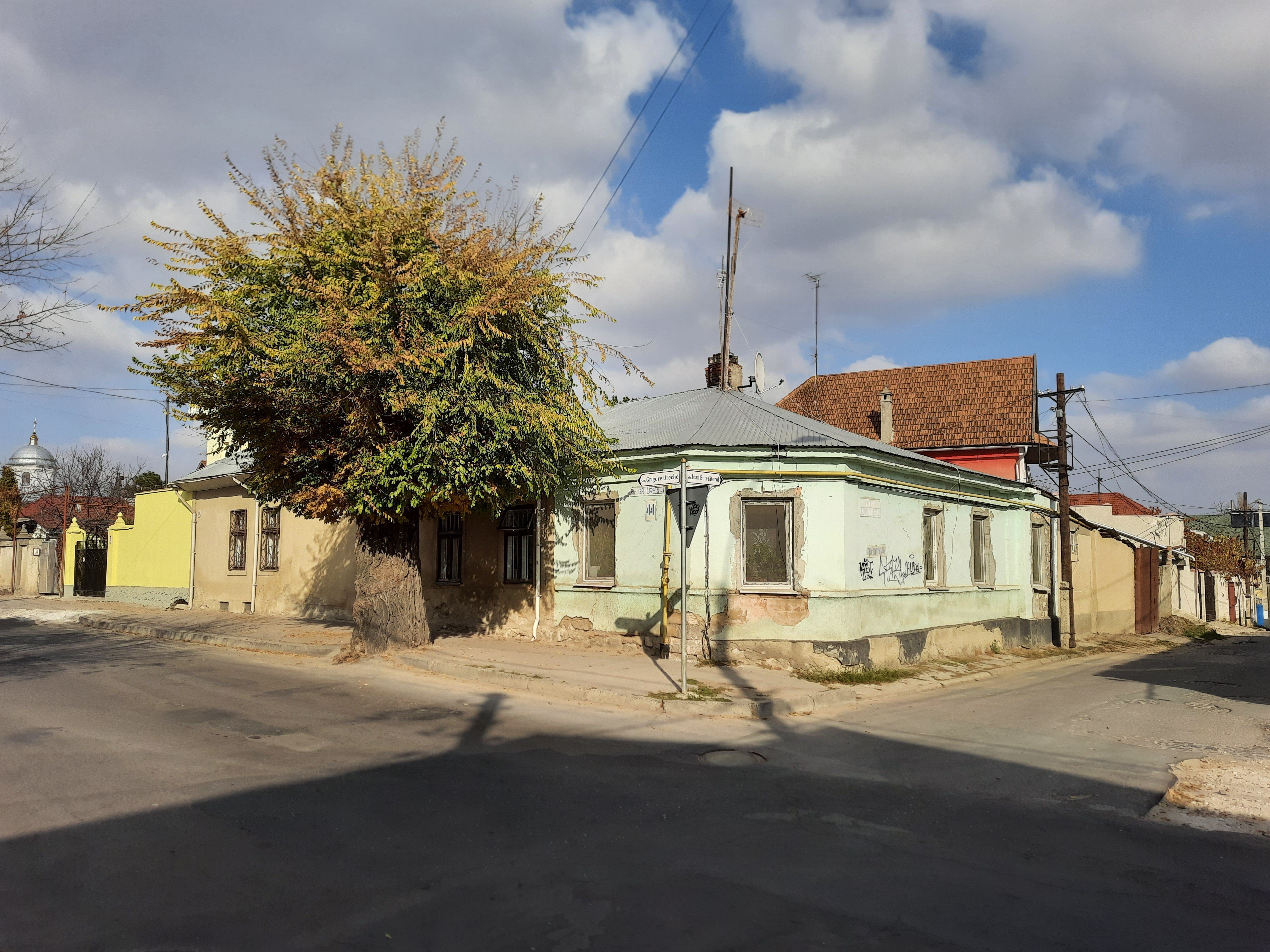
nr. 44
nr. 46 (?)
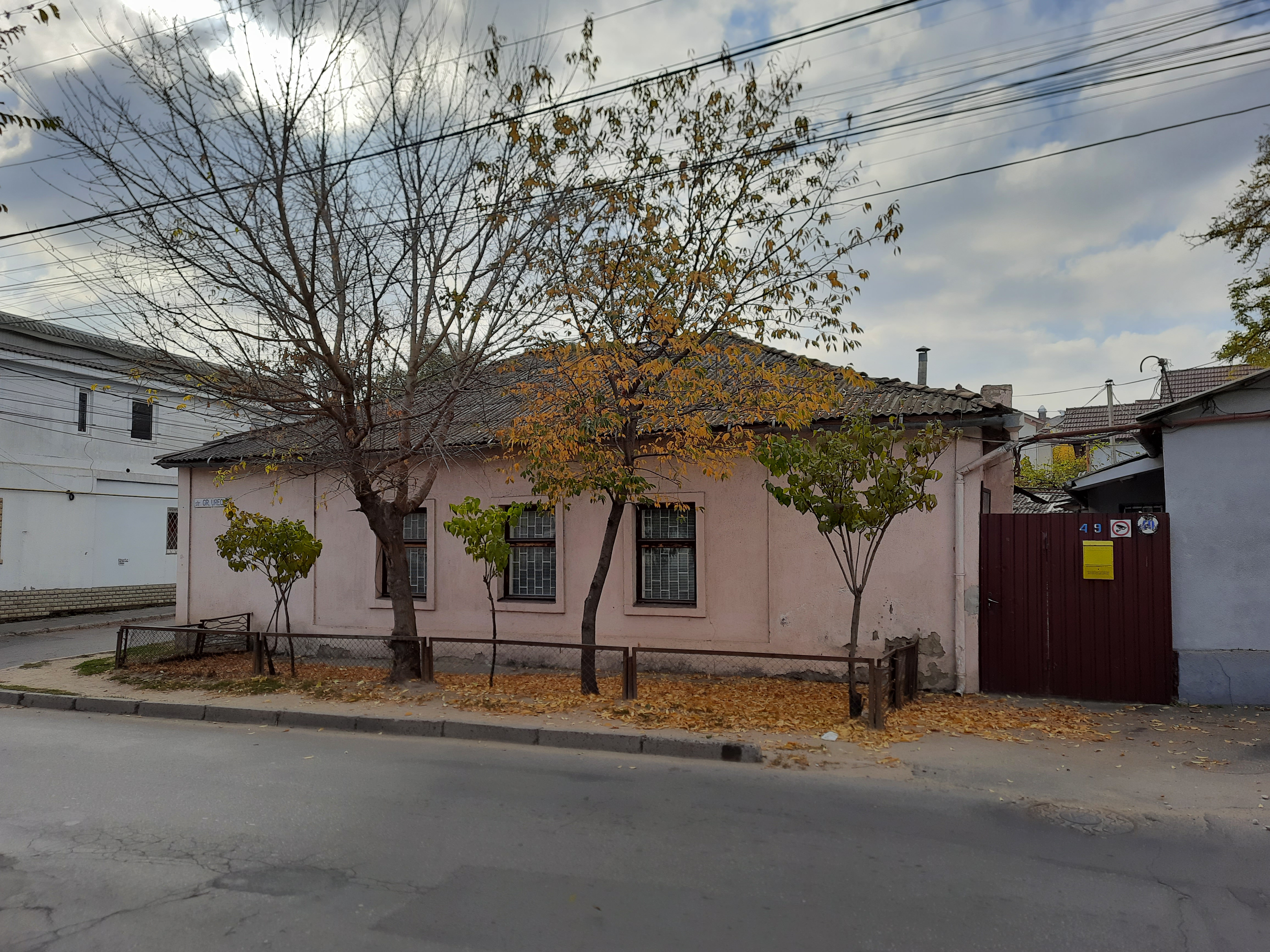
nr. 49
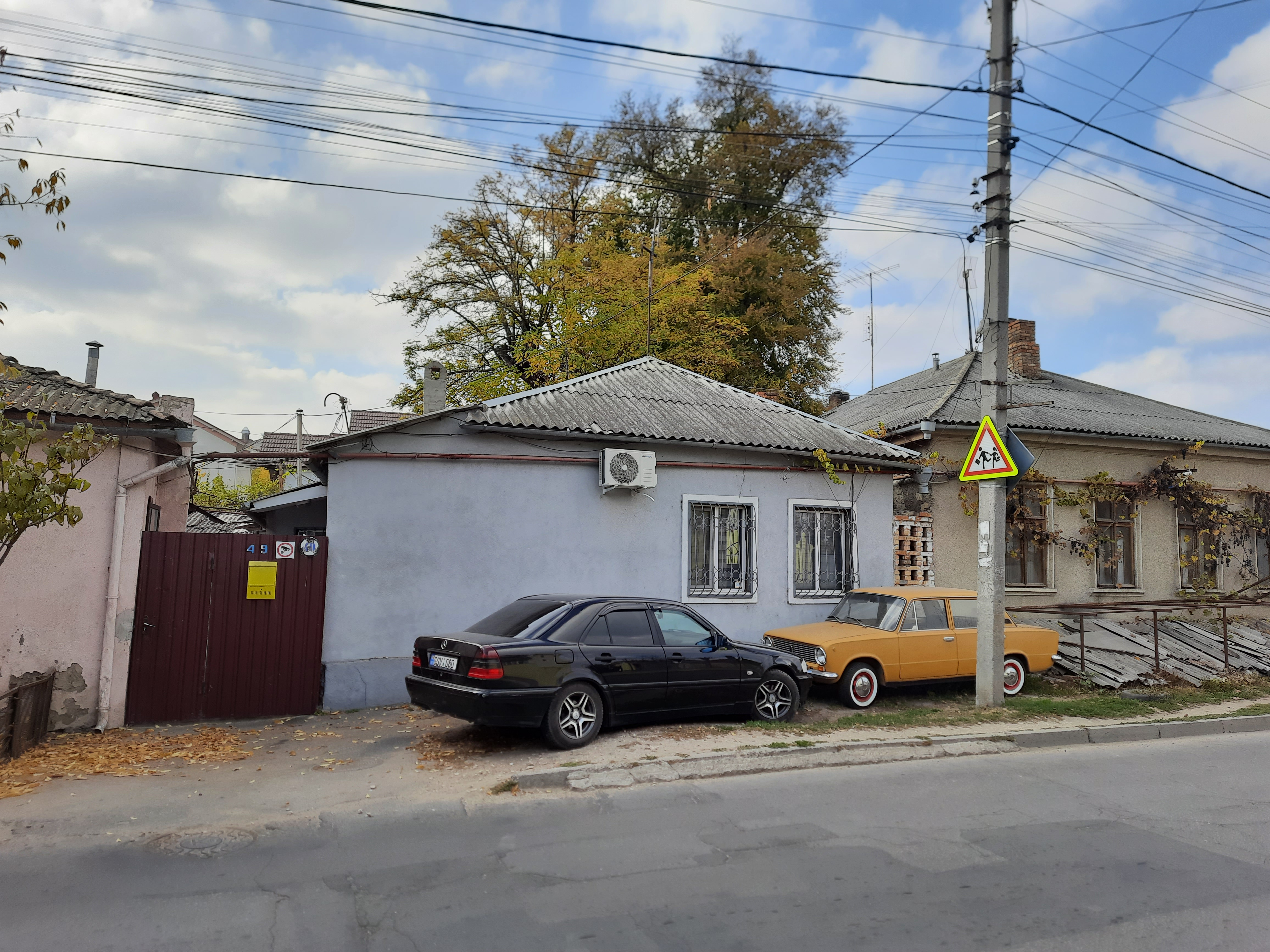
nr. 49
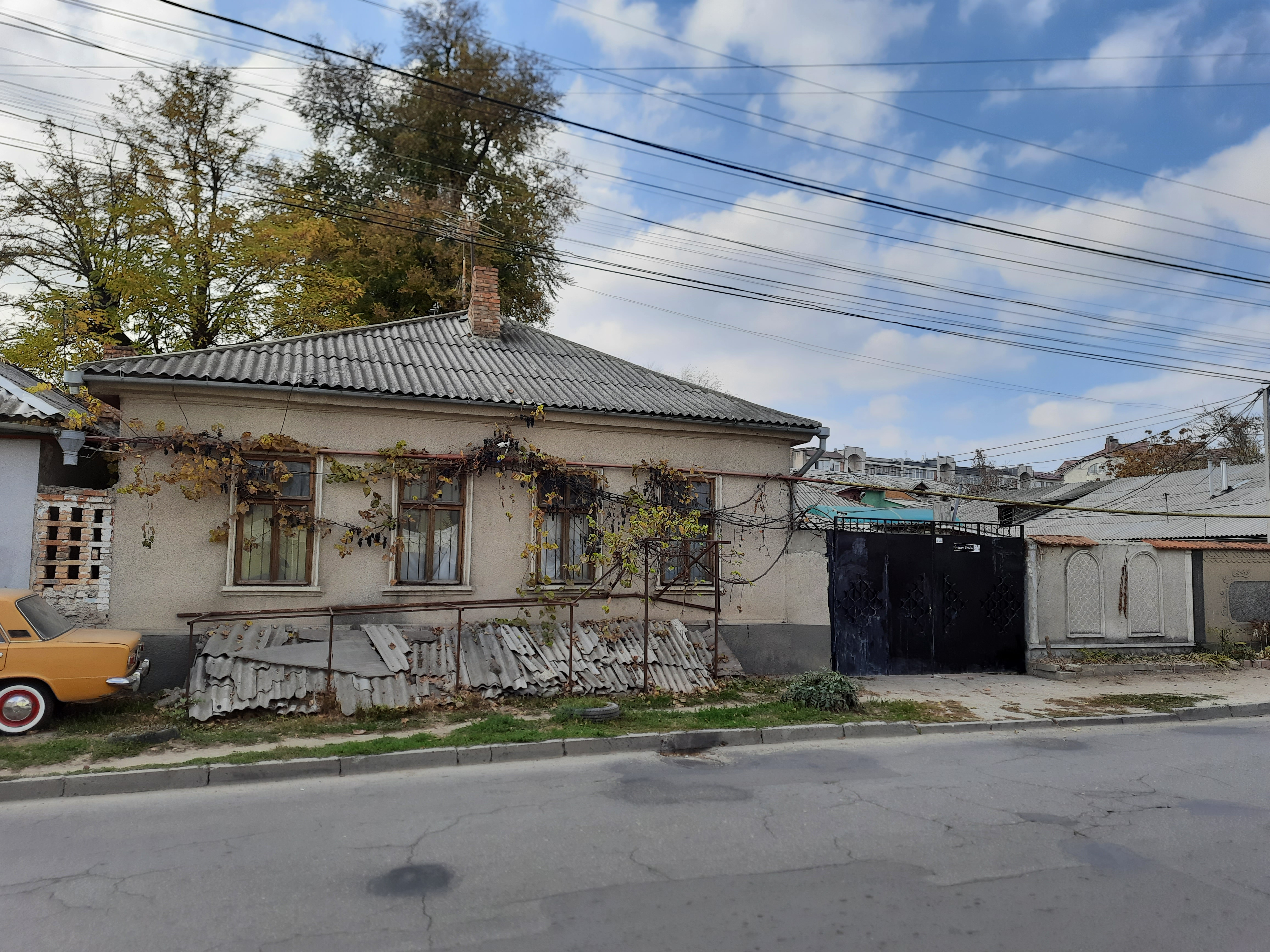
nr. 51
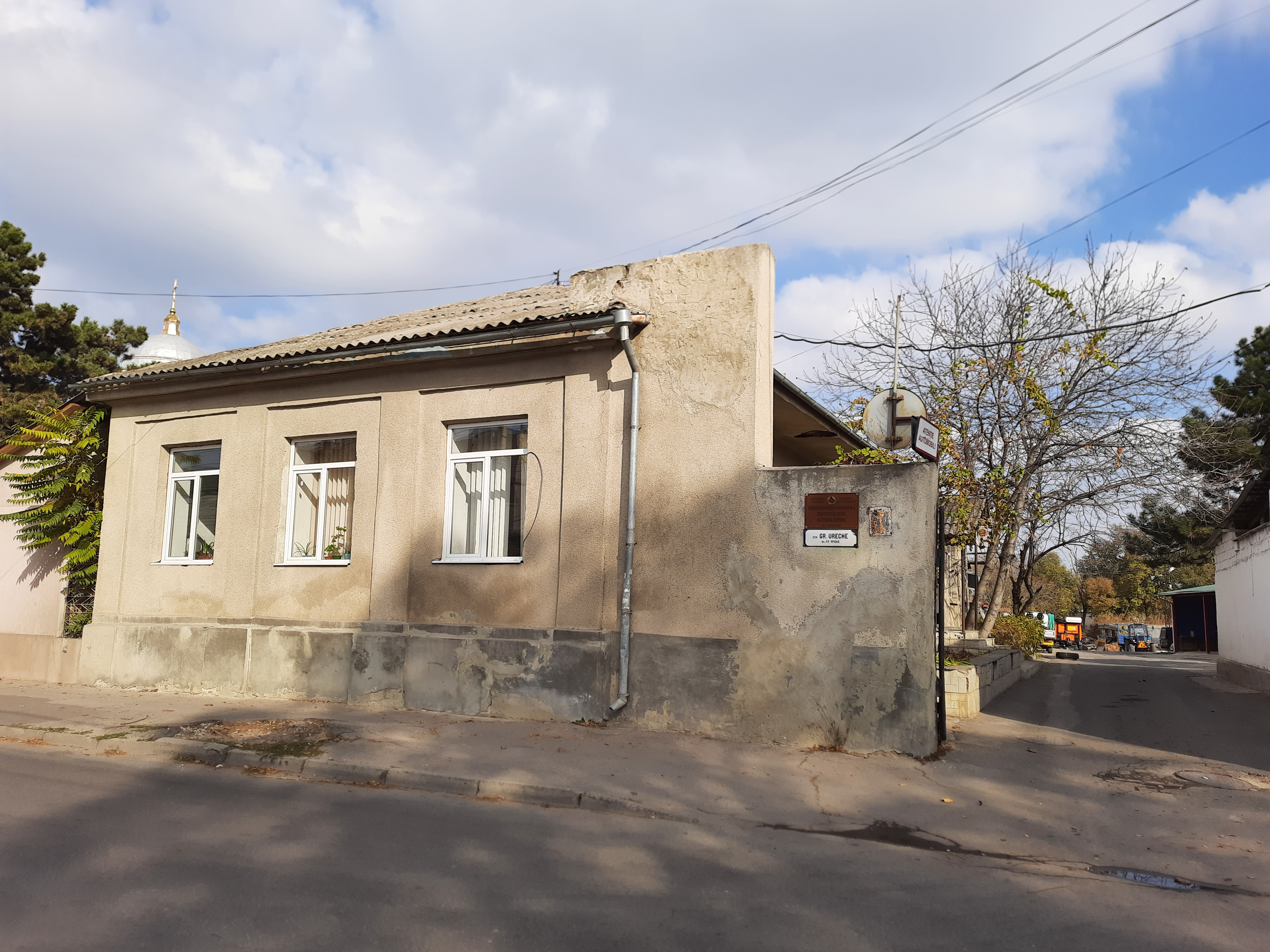
nr. 54
nr. 56 (?)
nr. 58 (?)
nr. 61 (?)
nr. 64[2]
nr. 73[3] (?)